# Komenda Bílina
Komenda řádu německých rytířů v Bílině  existovala v letech 1302 až 1421.

## Historie komendy
V Bílině získali němečtí rytíři z chomutovské komendy roku 1302 patronátní právo nad kostelem sv. Petra a Pavla, špitál a důchody. S kostelem sv. Petra a Pavla v podhradí byl spojen již od 11. století titul arcijáhenství. Zda vznikla u tohoto kostela nějaká malá řádová komunita, nelze pro naprostý nedostatek pramenů zjistit. Držení kostela sv. Petra a Pavla německými rytíři skončilo buď již roku 1417, nebo definitivě roku 1421 při dobytí Bíliny husity.